# ویرد: داستان ال یانکوویک
ویرد: داستان ال یانکوویک (به انگلیسی: Weird: The Al Yankovic Story) فیلم کمدی زندگی‌نامه‌ای هجو به کارگردانی اریک اپل است؛ او به همراه یانکوویک فیلمنامه‌نویس نیز هستند. این فیلم نگاهی هجوآمیز به فیلم‌های زندگی‌نامه‌ای دارد و بر پایهٔ زندگی و حرفهٔ یانکویک، موسیقیدان کمدی آمریکایی ساخته شده است. دنیل ردکلیف در نقش یانکویک ظاهر شده است.

## بازیگران
- دنیل ردکلیف در نقش ویرد ال
- ریچارد آرون اندرسون در نقش ویرد ال جوان
- ایوان ریچل وود در نقش مدونا
- رین ویلسون در نقش دکتر دمنتو
- توبی هاس در نقش نیک
- جولیان نیکلسون در نقش مری
- اسپنسر ترت کلارک در نقش استیو
- توماس لنون در نقش فروشنده